# يوهان هينريتش ماير
يوهان هينريتش ماير هو مؤرخ الفن وكاتب ورسام سويسري، ولد في 16 مارس 1760 في شتيفا في سويسرا، وتوفي في 14 أكتوبر 1832 في ينا في ألمانيا.